# Inskogen
Inskogen är en tätort  i Oxelösunds kommun, Södermanlands län. Inskogen är belägen strax norr om centrala Oxelösund och ingick i Oxelösunds tätort fram till 2015.

## Befolkningsutveckling
| Befolkningsutvecklingen i Inskogen 2015–2020 | Befolkningsutvecklingen i Inskogen 2015–2020 | Befolkningsutvecklingen i Inskogen 2015–2020 | Befolkningsutvecklingen i Inskogen 2015–2020 | Befolkningsutvecklingen i Inskogen 2015–2020 |
| -------------------------------------------- | -------------------------------------------- | -------------------------------------------- | -------------------------------------------- | -------------------------------------------- |
|                                              |                                              |                                              |                                              |                                              |
| År                                           |                                              |                                              | Folkmängd                                    | Areal (ha)                                   |
| 2015                                         | 2015                                         |                                              | 228                                          | 21                                           |
| 2020                                         | 2020                                         |                                              | 221                                          | 21                                           |
| Anm.: Ny tätort 2015, utbruten ur Oxelösund. |                                              |                                              |                                              |                                              |